# Wuppertal
Wuppertal je mesto s približno 360.000 prebivalci v nemški zvezni deželi Severno Porenje - Vestfalija. Nastalo je z združitvijo krajev Barmen, Elberfeld, Vohwinkel, Ronsdorf, Cronenberg, Langerfeld in Beyenburg leta 1929, današnje ime pa je dobilo leta 1930. Leži na reki Wupper. Večja mesta v bližini so Köln, Essen in Düsseldorf. Posebnost mesta je javno prevozno sredstvo, ki je križanec med tramvajem in žičnico in je eno najvarnejših na svetu.